# Porphyronota alluaudi
Porphyronota alluaudi är en skalbaggsart som beskrevs av Thierry Bourgoin 1913. Porphyronota alluaudi ingår i släktet Porphyronota och familjen Cetoniidae. Inga underarter finns listade i Catalogue of Life.